# 니헤이 쓰바사
니헤이 쓰바사(일본어: 二瓶 翼, 1994년 9월 10일 ~ )는 일본의 축구 선수이다.

## 구단 경력
과거 미토 홀리호크에서 활동하였다.